# Plaza de la Libertad (São Paulo)
La Plaza de la Libertad (en portugués: Praça da Liberdade) es una plaza ubicada en el barrio del mismo nombre de la ciudad de São Paulo, Brasil. En ella se encuentran tanto la Iglesia Santa Cruz das Almas dos Enforcados y la estación Liberdade del metro de São Paulo.

## Historia
Antiguamente el sitio era conocido como la "Plaza de la Horca" (en portugués: Largo da Forca). En ella, el 20 de septiembre de 1821 se produjo uno de los ahorcamientos más famosos de su historia cuando el soldado Francisco José das Chagas (o Chaguinhas) fue ejecutado por haber participado en las rebeliones que buscaban el pago de salarios atrasados. Sus ejecución ocurrió luego de que la cuerda de la horca se rompiera dos veces. Luego de la segunda ruptura, el público pidió clemencia para el condenado pero las autoridades no sólo confirmaron la sentencia sino que la ejecutaron con crueldad matándolo a palazos. El caso conmovió a muchos católicos quienes consideraban que la doble ruptura de la soga era una señal divina y, en su honor, plantaron una cruz que luego sería conocida como la "Santa Cruz de los ahorcados" (en portugués: Santa Cruz do Enforcados). Más tarde, en ese lugar, se construyó la Capela de Santa Cruz das Almas dos Enforcados.
En 1831, con la abdicación del emperador Pedro I, la fuente que estaba ahí llamada "Chafariz do Curso Jurídico" fue nombrada como "Fuente de la Libertad" (en portugués: Fonte da Liberdade). Tal nombre, con el tiempo, pasó a designar a todo el barrio alrededor.
Hasta la llegada de los inmigrantes japoneses y chinos, la zona tenía bares y cines. Luego de la llegada de los inmigrantes, el barrio de Liberdade fue adoptando los usos de sus nuevos habitantes. Incluso la plaza empezó a tener luminarias orientales, templos orientales y espacio para la celebración del año nuevo chino. En los fines de semana se da la famosa feria de artesanía y culinaria oriental.
El 18 de julio del 2018, el nombre de la plaza se cambió a "Plaza de la Libertad-Japón".
El alcalde Ricardo Nunes sancionó el 31 de mayo del 2023 la Ley N° 17,954 que estableció el cambio del nombre de l plaza a "Liberdade África-Japão". La ley, que entró en vigor inmediatamente después de su publicación fue aprobada por la Cámara Municipal y tiene como objetivo homenajear a las culturas africanas y japonesa presentes en la zona. 